# Кирит Јоши
Кирит Јоши (10. август 1931 — Њу Делхи, 14. септембар 2014) био је индијски филозоф. Године 1976. премијерка Индије, Индира Ганди га је именовала за Саветника Владе Индије. Био је такође председник индиског Савета филозофског истраживања.

## Детињство и младост
Јоши је рођен 10. августa 1931. године. Студирао је филозофију и право на Универзитету у Бомбају. Предавао је филозофију и психологију на Међународном центру Шри Ауробиндо.
Године 1976. га је Влада Индије позвала да буде образовни саветник у Министарству просвете. Године 1983. именован је за специјалног секретара Владе Индије и био је на тој позицији све до 1988. године. Био је и члан Индијског савета Филозофског истраживања од 1981. до 1990. године. Од 1987. до 1989. године био је потпредседник Института за образовање. Умро је 14. септембра 2014. године.